# Liste der Nebenflüsse des Speyerbachs
Kleinere Gräben, deren Wasser aus dem Speyerbach abgezweigt oder in ihn zurückgeleitet wird und die von untergeordneter Bedeutung sind, werden hier nur ausnahmsweise erwähnt.
Die folgende Tabelle beginnt hydrologisch konsequent beim Ursprung Husarenbrunnen des Hauptquellgewässers Erlenbach und führt nacheinander Zu- und Abflüsse bis zur Mündung auf. Die ersten vier Einträge in der Tabelle sind deshalb Zuflüsse auf dem Erlenbach-Abschnitt, ab dem folgenden Schwarzbach beginnt der Speyerbach-Abschnitt. Die Daten entstammen:
- GeoExplorer der Wasserwirtschaftsverwaltung Rheinland-Pfalz (Hinweise) und
- Kartendienst des Landschaftsinformationssystems der Naturschutzverwaltung Rheinland-Pfalz (LANIS-Karte) (Hinweise)

Höhenangaben beziehen sich meist auf die Höhenlinien des Kartendienstes mit der damit zu gewärtigenden Genauigkeit. Die Gewässerkennzahl (GKZ), in Deutschland die amtliche Fließgewässerkennziffer, erfolgt möglichst nach dem Geoexplorer. Bei den dort nicht erfassten Gewässern wurde statt der wohl gar nicht vergebenen Gewässerkennzahl deren nach der Systematik sicher bestimmbares Präfix geschrieben und mit „?“ abgeschlossen. Hinter dem Präfix „2378“, das für den Speyerbach selbst mitsamt seinem Hauptstrang-Oberlauf Erlenbach steht und Präfix der Fließgewässerkennziffern aller Zuflüsse ist, wurde zur leichteren Lesbarkeit immer ein Trenner eingefügt. Länge und Einzugsgebiet wurden ebenfalls möglichst dem Geoexplorer entnommen, sonst auf dem Kartendienst abgemessen.
| Stat. (km) | GKZ                 | Name                                          | von/ nach | Länge (km) | EZG (km²) | Mündungsort                                                                        | Mündungs- höhe (m ü. NHN) | Quellort                                                                       | Quellhöhe (m ü. NHN) | Bemerkung |
| ---------- | ------------------- | --------------------------------------------- | --------- | ---------- | --------- | ---------------------------------------------------------------------------------- | ------------------------- | ------------------------------------------------------------------------------ | -------------------- | --- |
| 58,50      | 2378-1114           | Fichtenbach                                   | rechts    | 00,4       | 000,3     | Waldgemarkung von Hofstätten oberhalb Elmstein-Erlenbach, gegenüber dem Franzeneck | 363,0                     | südwestlich des Schindhübels                                                   | 466,0                | Mündung in den Erlenbach |
| 57,50      | 2378-1112           | Waldbach                                      | rechts    | 01,5       | 000,5     | Elmstein-Erlenbach, oberhalb der Wohnbebauung                                      | 341,0                     | Hinteres Loch, westlich des Schindhübels                                       | 461,0                | Mündung in den Erlenbach |
| 56,50      | 2378-112            | Schüllermannsbrunnenbach                      | rechts    | 01,4       | 001,2     | Elmstein-Erlenbach, abwärts vor Elmstein-Speyerbrunn                               | 317,0                     | Schüllermannsbrunnen, nördlich des Schindhübels                                | 435,0                | Mündung in den Erlenbach |
| 55,24      | 2378-119?           | (Zufluss von der Speyerbach-„Quelle“)         | links     | 00,0       | 000,0     | Elmstein-Speyerbrunn, „Quellteich“                                                 | 292,0                     | Elmstein-Speyerbrunn, Sporn von Erlenbach- und Schwarzbachtal                  | 300,0                | [ 3 ] |
| 55,21      | 2378-12             | Schwarzbach                                   | links     | 03,8       | 006,2     | Elmstein-Speyerbrunn, Ortsrand                                                     | 291,0                     | Elmstein-Schwarzbach, Südrand                                                  | 405,0                | Ab dem Zusammenfluss gilt der Name Speyerbach. |
| 54,70      | 2378-14             | Enkenbach                                     | links     | 02,6       | 002,6     | Elmstein-Speyerbrunn, abwärts vor Elmstein-Mückenwiese                             | 284,0                     | Elmstein, Waldflur, unter Riesenberg                                           | 468,0                | [ 2 ] |
| 53,60      | 2378-152            | Mückenbach                                    | links     | 00,9       | 001,3     | Elmstein-Mückenwiese, Ortslage                                                     | 273,0                     | Elmstein-Mückenwiese, nordwestliche Talflur                                    | 321,0                | [ 2 ] |
| 53,00      | 2378-16             | Weltersbach                                   | links     | 02,8       | 003,1     | Elmstein-Mückenwiese, östlich-abwärts                                              | 264,0                     | Elmstein, südöstlich unterm Weltersberg                                        | 352,0                | [ 2 ] |
| 52,40      | 2378-171?           | (Bach aus dem Klaffental)                     | rechts    | 00,8       | 000,8     | Elmstein, ggü. dem Niederen Oselkopf                                               | 258,0                     | Elmstein, nordöstlich unterm Kurfürstenstuhl                                   | 350,0                | [ 3 ] |
| 51,60      | 2378-172            | Oselbach                                      | links     | 02,1       | 002,3     | Elmstein, auf halbem Weg von Elmstein-Mückenwiese                                  | 248,0                     | Elmstein, Ostfuß des Hohen Oselkopfes                                          | 347,0                | [ 2 ] |
| 50,00      | 2378-18             | Legelbach                                     | links     | 04,2       | 009,8     | Elmstein, wenig oh. Ortsbeginn                                                     | 232,0                     | Elmstein, Stockbrunnen                                                         | 350,0                | [ 2 ] |
| 49,40      | 2378-192            | Möllbach                                      | rechts    | 01,1       | 000,9     | Elmstein, nach ersten Häusern Am Ehrenfels                                         | 227,0                     | Elmstein, Nordfuß Möllberg                                                     | 362,0                | Ein Ast am rechten Hangfuß mündet erst etwa 0,3 km weiter abwärts über den Möllbachweiher.                                                                             |
| 48,30      | 2378-194            | Haselbach                                     | rechts    | 03,2       | 003,4     | Elmstein, Ortslage, nahe Neue Forststraße                                          | 220,0                     | Bloskülb, Nordostfuß, an Stammingerbrunnen                                     | 380,0                | [ 2 ] |
| 43,90      | 2378-2              | Helmbach                                      | rechts    | 011,0      | 053,6     | Elmstein-Helmbach, Haltepunkt                                                      | 198,0                     | Landauer Stadtwald, nordwestlich im Teufelstal                                 | 385,0                | [ 2 ] |
| 42,10      | 2378-32             | Argenbach                                     | rechts    | 05,5       | 010,9     | Esthal-Breitenstein                                                                | 193,0                     | Schafkopf, Westhang                                                            | 497,0                | [ 2 ] |
| 42,00      | 2378-34             | Breitenbach                                   | links     | 06,7       | 013,2     | Esthal-Breitenstein                                                                | 192,0                     | Elmstein, Nordwesthang Heidelbeereneck                                         | 363,0                | [ 2 ] |
| 40,20      | 2378-352            | Schankenbach                                  | links     | 01,5       | 001,8     | Esthal-Erfenstein                                                                  | 186,0                     | Esthal, Mittlerer Gleisberg, Südostfuß                                         | 294,0                | [ 2 ] |
| 40,10      | 2378-36             | Höllischtalbächlein                           | rechts    | 02,7       | 004,3     | Esthal-Erfenstein                                                                  | 185,0                     | Neustadt an der Weinstraße, Hellerplatzhaus, westlich unterhalb                | 310,0                | [ 2 ] |
| 39,20      | 2378-37?            | Steinbach                                     | links     | 00,5       | 000,8     | Esthal, gegenüber Iptestal                                                         | 179,0                     | Esthal, Steinbachtal zwischen Steinberg (links) und Esthalsohler Berg (rechts) | 247,0                | [ 1 ] |
| 37,10      | 2378-38             | Esthalbach                                    | links     | 04,4       | 007,8     | Frankeneck, Südwestende                                                            | 174,0                     | Esthal, Mollenkopf, Südostfuß                                                  | 330,0                | [ 2 ] |
| 35,30      | 2378-4              | Hochspeyerbach                                | links     | 21,3       | 119,3     | Frankeneck, Ostende                                                                | 169,0                     | Hochspeyer, nordwestlich im Wald am Hundsbrunnen                               | 295,0                | Bei der Hochspeyerbach-Mündung beginnt der Mittlere Speyerbach. |
| 33,90      | 2378-52             | Luhrbach                                      | links     | 02,1       | 002,3     | Lambrecht, Nähe Friedrich-Ebert-Platz                                              | 165,0                     | Deidesheim, nördlich Forsthaus Luhrbach                                        | 306,0                | [ 2 ] |
| 31,90      | 2378-54             | Schlangentalbach                              | links     | 03,8       | 006,1     | Lindenberg, ggü. Siedlungsplatz Neue Maschine                                      | 159,0                     | Deidesheim, Ostfuß des Stoppelkopfs                                            | 308,0                | [ 2 ] |
| 29,70      | 2378-56             | Heidenbrunnertalbach                          | rechts    | 04,1       | 005,3     | Neustadt an der Weinstraße, ggü. Einmündung Siedlerstraße                          | 150,0                     | Neustadt an der Weinstraße, Ostfuß Überzwerchberg                              | 360,0                | [ 2 ] |
| 28,80      | 2378-58             | Kaltenbrunnertalbach                          | rechts    | 06,3       | 018,0     | Neustadt, Wolfsburgstraße                                                          | 148,0                     | Kalmit, Westfuß                                                                | 405,0                | [ 2 ] |
| 25,30      | 2378-591?a          | Floßbach                                      | links     | 01,6       | 003,0     | Neustadt-Winzingen, Nordrand                                                       | 131,0                     | Abgang: Neustadt, westlich der Innenstadt                                      | 135,0                | Abzweig nach links aus dem Speyerbach direkt unterhalb des Casimirianums                                                                                               |
| 25,10      | 2378-58a (23798)    | → Rehbach/Rehgraben                           | → links   | 29,0       | 149,9     | Abgang: Neustadt, Nordostrand (Winzinger Wassergescheid)                           | 130,0                     | Mündung: Ludwigshafen-Rheingönheim                                             | 090,0                | Abzweig nach links aus dem Speyerbach, Mündung in den Rhein. Beim Rehbach-Abzweig beginnt der Untere Speyerbach.                                                       |
| 20,20      | 2378-591?b          | Bürgergraben/Enggraben                        | rechts    | 02,4       | ?         | Neustadt-Speyerdorf, nordwestlich                                                  | 122,0                     | Neustadt, Ostrand                                                              | 127,0                | [ 3 ] |
| 19,70      | 2378-591?c          | Mittelgraben                                  | rechts    | 01,8       | ?         | Neustadt-Speyerdorf, Nordrand                                                      | 121,0                     | Neustadt, A 65, Untere Benzenwiese                                             | 123,0                | [ 3 ] |
| 16,30      | 2378-592a (237988)  | → Ranschgraben                                | → links   | 18,4       | 062,1     | Abgang: zwischen Speyerdorf und der Fronmühle                                      | 113,0                     | Mündung: Limburgerhof-Rehhütte                                                 | 095,0                | Abzweig nach links aus dem Speyerbach, Mündung in den Rehbach. Namensabschnitte: Erbsengraben → Waldgraben → Bruchgraben/Bruchbach → Ranschgraben                      |
| 13,30      | 2378-592b (2379882) | → Kandelgraben                                | → links   | 05,5       | 002,9     | Abgang: Haßloch-Bruchhof, südwestlich                                              | 111,0                     | Mündung: Böhl-Iggelheim, Naturschutzgebiet Lehenbruch                          | 105,0                | Abzweig nach links aus dem Speyerbach, Mündung in den Ranschgraben, s. o.                                                                                              |
| 09,10      | 2378-6              | Kropsbach                                     | rechts    | 22,0       | 105,0     | Hanhofen, Westrand                                                                 | 107,0                     | Schafkopf, Osthang, Kirchquelle                                                | 460,0                | Abschnittsnamen: → Krebsbach → Mühlbachgraben → Schlaggraben |
| 07,70      | 2378-8              | Modenbach                                     | rechts    | 28,8       | 084,1     | Hanhofen, südliche Gemarkungsgrenze                                                | 106,0                     | Hermerskopf, Osthang                                                           | 428,0                | [ 2 ] |
| 01,10      | 2378-96             | Woogbach/Nonnenbach                           | links     | 09,1       | 063,7     | Speyer, nördlich des Holzmarkts am Mittelsteg                                      | 94,0                      | Abgang: Hanhofen, Westrand (Hanhofer Wassergescheid)                           | 107,0                | Abzweig nach links aus dem Speyerbach (etwa 40 m unterhalb des Kropsbach-Zulaufs), nimmt u. a. in Dudenhofen den mit 33,6 km deutlich längeren Hainbach von rechts auf |
| 00,40      | 2378-98             | Fischergraben                                 | rechts    | 02,9       | 010,0     | Speyer, 20 m östlich der Hafenbahnbrücke                                           | 92,0                      | Speyer, 400 m westlich der Alten Rheinhäuser Straße                            | 95,0                 | |
| 00,00      | 2378-               | Speyerbach mit Hauptstrang-Oberlauf Erlenbach | —         | 59,5       | 595,8     | Speyer, vor dem Floßhafen                                                          | 91,0                      | Eschkopf, nordwestlich                                                         | 4640                 | Abschnittsnamen: Erlenbach → Speyerbach → Gießhübelbach → Speyerbach                                                                                                   |

Legende
- Die Farbe Hellblau unterlegt die ebenfalls eingestellten Daten des Speyerbachs selbst.
- Die Farbe Grün unterlegt die abzweigenden Äste, die wieder in den Speyerbach zurücklaufen (Einordnung am Rücklauf).
- Die Farbe Mittelblau unterlegt die abzweigenden Äste, die in fremde Flüsse münden (Einordnung am Abgang).

Anmerkungen zur Tabelle
1. ↑  
Stationierung – die Entfernung von der Flussmündung aufwärts bis zu diesem Zufluss. Die Werte wurden auf der Karte abgemessen, dabei ergab sich eine Abweichung der Gesamtlänge gegenüber der amtlichen Angabe von etwa +2 %. Die gemessenen Werte wurden dann auf die amtliche Länge umnormiert.
2. ↑  
Ort des Abgangs bei Abzweigen zu fremden Flüssen.
3. ↑  
Ort der Mündung bei Abzweigen zu fremden Flüssen.